# Бондючна Юлія Іванівна
Юлія Іванівна Бондючна (нар. 6 червня 1984 року, с. Малі Бережці, Кременецького району, Тернопільської області) — письменниця, літературознавець, членкиня Національної спілки письменників України, лауреат літературної премії імені В. Поліщука.

## Біографія
Юлія Бондючна народилася 6 червня 1984 року в селі Малі Бережці, Кременецького району, Тернопільської області. Навчалася в Бережецькій загальноосвітній школі І-ІІІ ступенів, у Велико-Бережецькій дитячій музичній школі з фаху акордеон (1997) та вступила до Кременецького ліцею (тепер імені У. Самчука). Згодом закінчила факультет української філології в Рівненському державному гуманітарному університеті (2006).
З 2006 р. — членкиня Національної спілки письменників України. Працювала секретарем Рівненської обласної організації НСПУ, у Культурно-археологічному центрі «Пересопниця», у ЗМІ. З 2015 р. — провідним фахівцем сектору екологічної освіти у Кременецькому ботанічному саду.
Творчий шлях розпочала у восьмирічному віці. Друкувалася в газеті «Діалог», «Кременецький вісник», «Літературна Україна» та у літературному альманасі «Первоцвіт» (тепер Кременець).

## Творчість

#### Окремі твори
- Не ходіть по душах. — Рівне, 2005.
- Спадок. — Рівне, 2008.
- Невивчена гладінь[3]. — Рівне, 2012.
- Тятива: Вибр. поезії. — Тернопіль, 2018.
- Роман із присмаком печериці. — Рівне, 2013.
- Гряде любов. — Тернопіль, 2016.

##### Літературні портрети
- Василь Басараба. — Рівне, 2008.
- Микола Кащук. — Рівне, 2013.
- Волинська височина. Літературні портрети. — Тернопіль, 2016

## Відзнаки
- переможець обласного конкурсу «Краща книга Рівненщини» у номінації «Кращий літературний дебют» за книгу «Не ходіть по душах» (2010)[4]
- лауреат обласної літературної премії імені Валер'яна Поліщука (2012).